# Deinopa athamas
Deinopa athamas là một loài bướm đêm trong họ Erebidae.